# Eunice tanseiae
Eunice tanseiae är en ringmaskart som beskrevs av Michiya Miura 1986. Eunice tanseiae ingår i släktet Eunice och familjen Eunicidae. Inga underarter finns listade i Catalogue of Life.